# Itapemirim
Itapemirim là một đô thị thuộc bang Espírito Santo, Brasil. Đô thị này có diện tích 557,156 km², dân số năm 2007 là 29502 người, mật độ 52,95 người/km².